# جيمس ن. هيوستن
جيمس ن. هيوستن هو سياسي أمريكي، ولد في 1849 في غرينكاستل في الولايات المتحدة، وتوفي في 1927. نشط حزبياً في الحزب الجمهوري. وقد انتخب Treasurer of the United States ‏ وانتخب عضو مجلس ولاية إنديانا ‏ وانتخب عضو مجلس نواب إنديانا ‏.